# Saichō
Saichō (född 767, död 822) var en japansk buddhistisk munk som grundade den buddhistiska inriktningen tendai.

## Biografi

### Uppväxt
Saicho föddes antingen år 767 eller 766 i närheten av berget Hiei i en bondfamilj med kinesiska släktrötter. Saichos far var en mycket hängiven buddhist, som bland annat byggde om sitt hus till ett tempel. En av Saichos förfäder tryckte eller korrekturläste sutror vid templet Tōdai-ji.
Vid sju års ålder hade Saicho börjat gå till en skola i byn, och det var omkring denna ålder som han hade bestämt sig för att bli munk. Vid tolv års ålder begav sig Saicho till ett kloster, och studerade under munken Gyōhyō (född 720, död 797). Gyōhyō hade studerat inom de buddhistiska inriktningarna zen, kegon, ritsu och hosso, men var främst känd som en meditationsmästare. Det var under Saichos tid med Gyōhyō som många av Saichos religiösa intressen och åsikter växte fram. Till exempel var det under denna tid som Saicho lärde sig om Lotussutran, som senare kom att bli en mycket viktig text för honom. Vid 14 års ålder blev han novismunk, och vid 19 års ålder reste han till Tōdai-ji för att bli munk. Tōdai-ji var ett av få tempel i Japan där det gick att bli munk vid denna tidpunkt.

### Tiden som munk
Efter att Saicho blivit munk genomförde han, som alla nyblivna munkar, en period av tuff träning. Efter denna period reste han tillbaka till berget Hiei. Han klättrade uppför berget, och uppe på berget komponerade han ett kort verk kallat Ganmon ("löften"). I verket berättar han bland annat om sitt beslut att klättra uppför berget, och i slutet av verket avger han fem löften. Han lovar bland annat att inte vandra ut i världen förrän han har renat sina sinnen, att inte lära sig några särskilda färdigheter såsom medicin eller kalligrafi innan han blivit upplyst, att inte delta i världsliga sammanhang innan han blivit vis och att alla meriter som han samlat/samlar ska ges till alla medvetna varelser så att de kan nå nirvana.
På berget reciterade han Lotussutran och många andra mahayanasutror varje dag. Han läste även verk av Fa-tsang, en kegonmästare, och verk av Chih-i, grundaren av T'ien-t'ai. År 788 byggde han ett litet tempel på berget, med en staty av Yakushi/Bhaisajyaguru Buddha inuti. Templet kallade han först för Hieizanji (japanska för "Hieibergets tempel"), men år 823 (35 år senare) döptes det om till Enryakuji på order av kejsaren. Omkring år 788 byggde han ett antal andra byggnader också, exempelvis ett bibliotek och en hall tillägnad bodhisattvan Manjusri. År 794 fick templet besök av kejsaren Kammu och år 797 blev Saicho en munk vid hovet. Det finns inga säkra källor på när Saicho lämnade berget Hiei, men en teori menar att han lämnade berget i anslutning till sin plats vid hovet. Katsuno Ryuushin menar dock att han inte kom ned från berget förrän år 802. Om den förstnämnda teorin stämmer, var Saicho på berget i 12 år.
Saicho ansåg att en av de stora bristerna med templet på Hiei var bristen på buddhistiska skrifter. Därför påbörjade han efter att han fått en plats vid hovet att kopiera stora mängder buddhistiska skrifter. Hans ambition var att kopiera hela den buddhistiska skriftkanonen. Eftersom han var munk vid hovet fick han en del skattepengar från Ōmi (nutida Shiga prefektur), men han måste även ha fått ekonomiskt stöd från annat håll för att finansiera kopierandet av så många buddhistiska skrifter.
År 803 försökte Saicho resa till Kina, men skeppet han reste med blev skadat och fick återvända till Kyushu. Saicho tillbringade då ett år i templet Somonji i staden Dazaifu, där han karvade statyer av Yakushi/Bhaisajyaguru Buddha. Under denna tid mötte han troligtvis Kukai, grundaren av den buddhistiska inriktningen Shingon, som också skulle resa till Kina. I Kina reste han till berget där T'ien-t'ai hade sitt huvudsäte, T'ien-t'ai-berget. Där träffade han Tao-sui, som blev Saichos lärare i t'ien-t'ai. Mycket lite är känt om Tao-sui förutom att han var den sjunde patriarken av t'ien-t'ai i Kina. År 804 mottog Saicho lärdomar från en chanmunk, och senare han tog han även emot esoteriska lärdomar från andra lärare. Han kopierade även ett stort antal t'ien-t'ai skrifter och esoteriska skrifter under sin vistelse i Kina.
Saicho återvände till Japan år 805, och de t'ien-t'ai-verk som Saicho hade med sig skulle på order från hovet kopieras och skickas ut till de sju stora templen i Nara (Nanto Shichi Daiji). Samma år bad hovet Saicho att läsa sutror och utföra en ceremoni vid hovet. Detta var precis efter en jordbävning, och hovet bad Saicho komma i hopp om att ceremonin och sutraläsningen skulle förhindra fler jordbävningar. Saichos inflytande blev allt större, och den japanska kejsaren Kammu blev alltmer intresserad av den form av buddhism som Saicho spred (Tendai). Denna kejsare hade under lång tid försökt förminska inflytandet av den buddhistiska inriktningen Hosso, som var den dominerande inriktningen i Japan. År 805 försämrades kejsarens hälsa, och samma år föreslog Saicho en förändring av reglerna kring hur många munkar som varje inriktning fick varje år. Han föreslog att inriktningarna tendai (hans egen), ritsu och kegon skulle få två var om året, medan hosso och sanron skulle få tre var. Förslaget innebar en ökning av antalet munkar som kegon och ritsu fick, men minskade antalet som hosso och sanron fick. Trots detta fick Saichos förslag stöd hos samtliga inriktningar, och senare accepterade hovet Saichos förslag, med vissa förändringar. Saicho blev även tilldelad tre munknoviser av kejsaren. Den största skillnaden mellan Saichos förslag och det som hovet fastställde, var att de munkar som skulle vigas i tendai skulle delas på två. En del av munkarna skulle fokusera på esoteriska utövningsformer, medan de andra skulle fokusera på exoteriska utövningsformer, i synnerhet meditation.
År 806 dog kejsare Kammu, och därmed försvann Saichos största stöd för etablerandet av tendai i Japan. Den nya kejsaren, Heizei, hade tidigare visserligen stöttat Saicho, men efter att ha övertagit makten genomförde han konservativa ekonomiska reformer, som ledde till att många tempelbyggen fick avbrytas. Detta gjorde att spridningen av tendai avstannade. Före Kammus död var Saicho ofta vid hovet, och finns omnämnd i många historiska dokument från hovet. Det finns däremot inga säkra källor som nämner Saicho under de år som följde direkt efter Kammus död. Enligt flera källor befann han sig vid berget Hiei åren efter Kammus död, men alla dessa källor daterar sig långt efter Saichos död. År 809 abdikerade Heizei, och kejsare Saga tog över. Saga var mer positivt inställd till buddhismen än Heizei, men gav inget särskilt stöd till någon särskild inriktning. Under Heizeis tid vid makten hade inte Saicho fått några munkar, men när Saga tog över fick Saicho åtta munkar, vilket representerade det antal som han skulle fått under åren 806 till 809. Därefter mottog tendai två munkar om året som planerat. Hovet fick ett ökat intresse för tendai och Saicho påbörjade predikningar om Lotussutran på berget Hiei. Han utformade en studieplan för de munkar som fokuserade på meditation och exoteriska läror. År 812 byggde Saicho en byggnad avsedd för meditation, som han kallade Dharmans lotusblomma.
Senare brevväxlade Saicho med Kukai, och både han och flera av hans lärjungar mottog esoteriska instruktioner från Kukai. Det som troligen fick dem att bryta kontakten med varandra var att en av Saichos huvudsakliga lärjungar, Taihan, inte kom tillbaka till Saicho efter att ha studerat hos Kukai en tid. Trots flera brev från Saicho till Taihan, kom Taihan inte tillbaka. Vidare satte skillnader i lära hinder mellan de två munkarna. Saicho ansåg att tendais lära och shingons lära var likadana, men Kukai ansåg att den esoteriska läran var överlägsen den exoteriska. Med andra ord ansåg Kukai att shingon var överlägsen tendai.
Omkring år 814 reste Saicho omkring i Japan för att propagera för tendai. År 817 sägs han ha gjort en resa till Togoku där han ska ha predikat för tusentals människor om Lotussutran och utfört esoteriska initieringsritualer.
Saicho dog år 822.